# 假蘋婆
假蘋婆 （學名： Sterculia lanceolata），別稱七姐果、雞冠皮、雞冠木、山羊角、紅郎傘、賽蘋婆及山木棉等，為梧桐科蘋婆屬半落葉喬木植物。由於假蘋婆結果的期間與中國七姐誕相近，故稱為七姐果。亦有人用蘋婆和假蘋婆的果實作為七姐誕的祭品。花期4－5月。

## 分佈
假蘋婆常長於山谷溪旁。在中國境內，分佈於廣東、廣西、貴州、四川南部、中南半島及雲南的南部，亦為香港原生植物。於泰國、緬甸、越南及老撾等地亦有分佈。

## 形態特徵

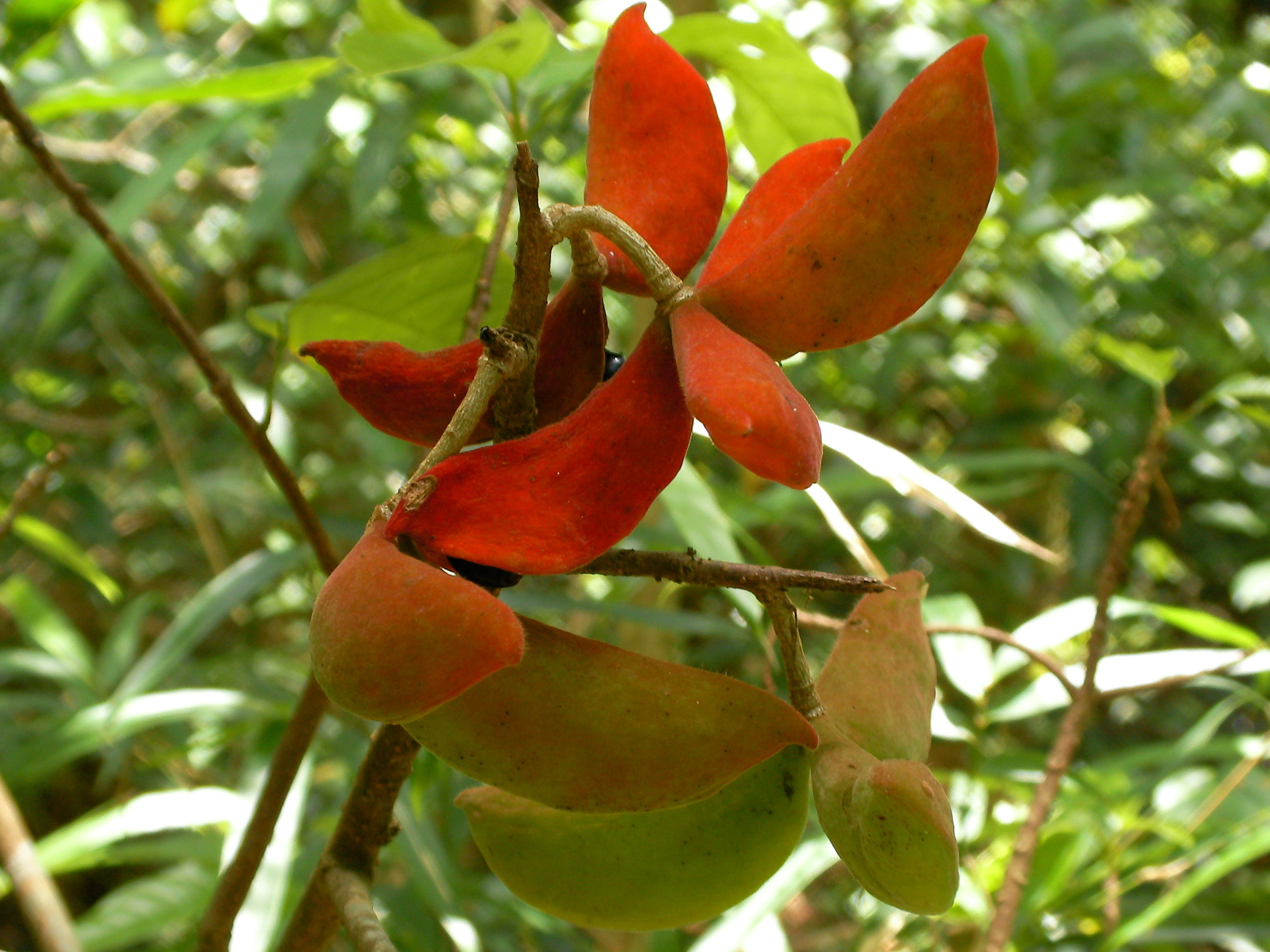
假蘋婆的果實

假蘋婆是一種常綠小喬木，高約5－20米，樹冠廣闊球形。枝幹於幼時披毛。葉橢圓狀矩圓形或披針形，單葉互生，頂端急尖，基部鈍形，腹面無毛，背面近無毛，近革質，全緣，側脈約有11對，彎曲，在近葉緣外不明顯連接，長約8－20厘米，寬約3.5－8厘米；葉柄兩端隆起貌似啞鈴，長約1.5－3.5厘米。花為圓錐花序腋生，雌雄同株，密集且多分枝，通常短於葉片，小苞片短呈線形，早落；花淡紅色，無花冠，花萼5裂，裂片長圓狀披針形或長圓狀橢圓形，基部連合，向外開展如星狀，頂端鈍或有小短尖突，表面披短柔毛，邊緣有緣毛，長約4－6毫米；雄性花，雄蕊柱彎曲，長約2－3毫米，花藥約10個，排成2列，生於雄蕊柱的頂端呈球形；兩性花，子房圓球形，披短柔毛，花柱彎曲，柱頭不明顯5裂。果為蓇葖果，長卵形或長橢圓形，常2－5個聚生或單生，初時綠色，後轉黃色，成熟時鮮紅色，頂端有喙，基部漸狹，密披短茸毛，近無柄，長約5－7厘米，寬約2－2.5厘米；於每一蓇葖內約有2－7顆種子；成熟後開裂，形如鳳凰鳥睜開眼睛，故有鳳眼果之稱。種子橢圓狀卵形，黑色或褐色，直徑約1厘米。

## 藥性及用途
假蘋婆的葉片性味辛、溫、肝經，能散瘀止痛，可治瘀血疼痛、跌打損傷、腫脹及青紫等。
假蘋婆的莖片纖維可作織麻袋的原料；炒熟後的種子可供食用，亦可作榨油之用。

## 外部連結
- 維基物種上的相關：假蘋婆
- 植樹圖庫 （页面存档备份，存于）花間小憩
- 植物圖片庫[永久]中國數字植物標本館
- 假蘋婆介紹 （页面存档备份，存于）
- 假蘋婆 Jiapingpo （页面存档备份，存于） 藥用植物圖像數據庫 (香港浸會大學中醫藥學院) （繁體中文）（英文）